# Уманский, Александр Ефимович
Александр Ефимович Уманский (20 февраля (5 марта) 1910 — 1981) — советский дирижёр и музыкальный педагог, основатель Ярославского симфонического оркестра.

## Биография
Родился 20 февраля (5 марта) 1910 года в селе Братолюбово (ныне Днепропетровской области) в рабочей семье. 
Окончил музыкальную школу в Одессе по классу виолончели. Пел (дискант) в хоре мальчиков в русской церкви и в Одесском оперном театре.
Служил красноармейцем-музыкантом в симфоническом оркестре ЦДКА в Москве, затем во МХАТе 2-м (1932—1935), в Музыкальном театре имени Станиславского и Немировича-Данченко. Окончил Московскую консерваторию имени П. И. Чайковского по классу виолончели, оркестровый класс посещал вольнослушателем.
С 1939 года преподавал в музыкальном училище в Ярославле. Служил в армии, но не попал на фронт в связи с обнаруженным туберкулёзом. С 1942 года был также художественным руководителем и директором Ярославской филармонии. В 1944 году инициировал создание симфонического оркестра при Ярославской филармонии на базе симфонического оркестра училища, в первые годы был его художественным руководителем и дирижёром.
Умер в 1981 году.